# CSS Virginia
CSS Virginia var det första ångdrivna pansarklädda krigsfartyget i Konfederationens flotta och byggdes under det första året av det amerikanska inbördeskriget. Hon var konstruerad som ett kasemattfartyg på skrovet av det bärgade sänkta fartyget USS Merrimack (I äldre litteratur nämns hon för det mesta som Merrimack även efter ombyggnaden. Eftersom segrarna skriver historien, omtalades hon i medierna med det namn hon ursprungligen haft). Virginia var ett av fartygen som deltog i slaget vid Hampton Roads mot Unionsflottan. Striden är främst betydande inom marinhistorien som den första striden mellan bepansrade fartyg, då Virginia engagerades i en duell med Unionens USS Monitor.

## Historia

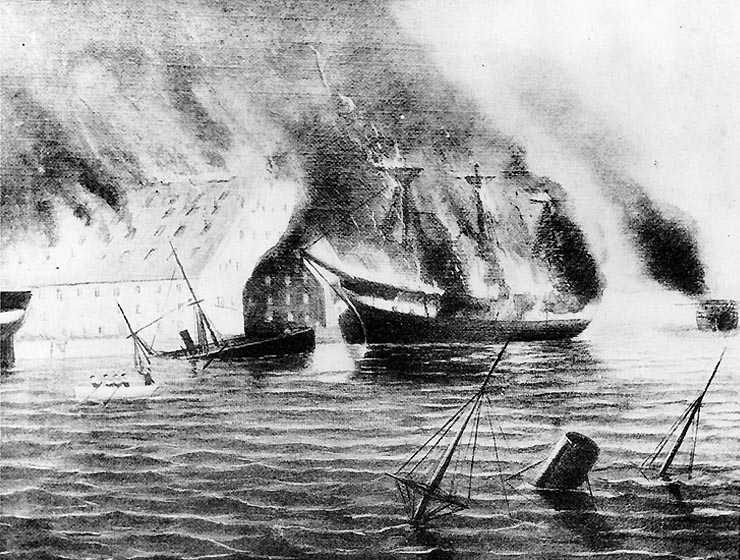
USS Merrimack brinner.

Fartyget var ursprungligen byggt 1856 och hörde till USA:s unionsflotta. Hon var fregattriggad men hade också en tvåcylindrig återverkande ångmaskin. Cylindrarna var monterade liggande tvärskepps, egentligen fungerande som två separata ångmaskiner, men kopplade till en gemensam vevaxel som drev en propelleraxel. Som Merrimack hann hon både besöka Europa och runda Kap Horn för att verka som flaggskepp för Stillahavsskvadronen. Vid krigsutbrottet var hon tillbaka på ostkusten och låg i Norfolk för reparation. Besättningen hann elda igång pannorna för att föra fartyget i säkerhet norrut, men Konfederationens styrkor hade sänkt några mindre fartyg i utloppet, så reträtten var avskuren. USS Merrimack brändes till vattenlinjen och sänktes där hon låg i hamnen i ett försök att hindra att hon föll i händerna på konfederationen vid evakueringen av hamnen. Detta försök misslyckades för Merrimack lyftes från botten och döptes om till CSS Virginia. I Norfolks hamn byggdes CSS Virginia om från ett segelfartyg med träskrov till ett ångdrivet skepp med järnpansar, detta i syfte att bryta unionsflottans blockad. Den 8 mars 1862 stävade CSS Virginia ut och sänkte två av unionens segelfartyg, USS Congress och USS Cumberland samt skadade ett tredje, USS Minnesota. Den 9 mars mötte Virginia pansarskeppet USS Monitor, som kommit till Minnesotas undsättning, under en dagslång strid i slaget vid Hampton Roads som slutade med att båda parter drog sig tillbaka utan att kunna sänka varandra då kanonkulorna inte kunde slå igenom pansaret. Försöket att bryta sjöblockaden av Norfolk hade därmed misslyckats. Mötet mellan Monitor och Virginia var den första sjöstriden mellan två pansarskepp.
Virginia utkämpade inte några fler slag av betydelse, och då Sydstatsstyrkorna tvingades dra sig tillbaka från trakten kring Norfolk befanns hon vara utan bas. Då hon, trots försök att lätta på henne, var för djupgående för att kunna gå upp för Jamesfloden för att försvara Richmond beslöt befälet att förstöra henne. 11 maj samma år körde hennes besättning henne på grund vid mynningen av Elizabethfloden och satte eld på henne. Fartyget förstördes då elden nådde ammunitionsförrådet och hon exploderade.